# Хеджу-Хор
Хеджу-Хор (также Хор-Хеджу, Сокол I) — предположительный фараон нулевой династии Древнего Египта, правил в конце IV тысячелетия до н. э.

## Об имени
Прочтение имени настолько затруднено, что многие исследователи предпочитают его не указывать напрямую: Тоби Уилкинсон говорит о «Царе А», Иохем Каль — о «Царе Трио» (в связи с троекратным повторением символа в имени).